# Lee Emanuel
Lee Emanuel (Reino Unido, 24 de enero de 1985) es un atleta británico especializado en la prueba de 3000 m, en la que consiguió ser subcampeón europeo en pista cubierta en 2015.

## Carrera deportiva
En el Campeonato Europeo de Atletismo en Pista Cubierta de 2015 ganó la medalla de plata en los 3000 metros, con un tiempo de 7:44.48 segundos, tras el turco Ali Kaya y por delante del noruego Henrik Ingebrigtsen.